# 大阪市立住吉中学校
大阪市立住吉中学校（おおさかしりつ すみよし ちゅうがっこう）は、大阪府大阪市住吉区にある公立中学校。

## 沿革
近隣の大阪市立住吉第一中学校と大阪市立住吉第三中学校（現・大阪市立三稜中学校）の学校規模が過大になったため、両校の校区の一部を分割して1948年に創立した。その後1978年には大阪市立大領中学校を分離した。
- 1948年4月 - 大阪市立住吉第五中学校として開校。
- 1949年5月 - 大阪市立住吉中学校と改称。
- 1978年4月 - 大阪市立大領中学校を分離。
- 1981年4月 - 体育館落成。
- 1986年1月 - 食堂竣工。

## 通学区域
- 大阪市立東粉浜小学校と大阪市立住吉小学校の通学区域。

大阪市住吉区 東粉浜、帝塚山西、帝塚山東、帝塚山中、万代2-6丁目、上住吉の一部、長峡町の一部。

## 出身者
- 小坂まさる
- ラサール石井
- 岡田武史
- Aマッソ

## 交通
- 南海高野線 帝塚山駅 南へ約300m
- 南海本線 粉浜駅 東へ約600m
- 阪堺電気軌道阪堺線 東粉浜停留場 東へ約500m
- 阪堺電気軌道上町線 帝塚山四丁目停留場 西へ約450m